# 鶴屋金助
鶴屋 金助（つるや きんすけ、生没年不詳）は江戸時代の江戸の地本問屋。

## 来歴
双鶴堂、鶴金と号す。姓は飯島。寛政から天保期に田所町利右衛門店、後に人形町通乗物町、新吉原揚屋町で活動している。喜多川歌麿、喜多川菊麿、歌川豊広、歌川国貞らの錦絵などを出版している。

## 作品
- 喜多川歌麿 『教訓親の目鑑』 大判10枚組 錦絵揃物 享和1年‐享和2年ころ
- 喜多川菊麿 『たま屋内志津賀明石』 間判 錦絵 享和2年
- 歌川豊広 『江戸八景』横大判 錦絵揃物 享和～文化前期
- 歌川国貞 『神無月はつ雪のそうか』 大判3枚続 錦絵 文化末ころ